# 掌隷院
掌隷院，是李氏朝鮮政府管理奴婢與相關事務的部門，正三品衙門。朝鮮世祖13年、西曆1467年設立。
掌隷院與司憲府 、漢城府共稱司法三司。有正三品判决事一名，正5品司議3名，正6品司評4名。朝鮮英祖4年、西曆1764年併入刑曹。